# David Otto
David Otto (* 3. März 1999 in Pforzheim) ist ein deutscher Fußballspieler. Der Stürmer wurde überwiegend bei der TSG 1899 Hoffenheim ausgebildet, steht seit Sommer 2025 bei Viktoria Köln unter Vertrag und ist ehemaliger deutscher Junioren-Nationalspieler.

## Karriere

### Verein
Der gebürtige Pforzheimer begann in der Nachbargemeinde Birkenfeld beim 1. FC 08 Birkenfeld mit dem Fußballspielen. Als Dreizehnjähriger wechselte er in die Jugendabteilung der TSG 1899 Hoffenheim. In der Saison 2017/18 erzielte er 27 Treffer, womit er Torschützenkönig der A-Junioren-Bundesliga-Staffel Süd/Südwest wurde.
Sein Debüt in der ersten Mannschaft gab der Stürmer am 7. Dezember 2017 unter Julian Nagelsmann in der heimischen Rhein-Neckar-Arena im Europa-League-Gruppenspiel gegen Ludogorez Rasgrad. Im Januar 2018 erhielt er schließlich einen bis 2021 geltenden Profivertrag. Bis zum Ende der Saison 2017/18 folgten keine weiteren Einsätze in der Profimannschaft. Neben seinen Einsätzen in der A-Jugend kam er zudem zweimal in der zweiten Mannschaft in der viertklassigen Regionalliga Südwest zum Einsatz. In der Saison 2018/19 debütierte Otto unter Nagelsmann in der Bundesliga. Neben drei Bundesligaeinsätzen (kein Tor) kam er zudem achtmal (ein Tor) in der zweiten Mannschaft zum Einsatz.
Zur Saison 2019/20 wechselte Otto auf Leihbasis zum Zweitligisten 1. FC Heidenheim. Der Angreifer absolvierte unter dem Cheftrainer Frank Schmidt 29 Pflichtspiele für den Verein, in denen ihm ein Tor sowie sechs Vorlagen gelangen, konnte sich jedoch nicht gegen den effektiveren und ebenfalls neu verpflichteten Tim Kleindienst durchsetzen. Otto wurde mit Heidenheim Tabellendritter und trat mit der Mannschaft erfolglos in der Bundesligarelegation gegen Werder Bremen an. In der Sommerpause wurde die Leihe für die Saison 2020/21 verlängert; gleichzeitig verlängerte Otto auch seinen Vertrag in Hoffenheim bis zum 30. Juni 2023.
Da der 21-Jährige bis zum 16. Spieltag lediglich zu 5 Zweitligaeinsätzen (einmal von Beginn) ohne Torerfolg gekommen war, wurde er am 20. Januar 2021 für eineinhalb Jahre an Heidenheims Ligakonkurrenten SSV Jahn Regensburg weiterverliehen. Für die Regensburger kam Otto unter dem Cheftrainer Mersad Selimbegović bis zum Saisonende 17-mal (9-mal in der Startelf) zum Einsatz und erzielte ein Tor. In der Saison 2021/22 folgten 20 Zweitligaeinsätze (10-mal von Beginn) und 3 Tore.
Zur Saison 2022/23 kehrte Otto nicht mehr nach Hoffenheim zurück, sondern wechselte innerhalb der 2. Bundesliga zum FC St. Pauli.
Im Sommer 2023 wechselte er zum Drittligisten SV Sandhausen. Zwei Jahre später wechselte er zu Viktoria Köln.

### Nationalmannschaft
Otto absolvierte zwischen 2016 und 2019 von der U18- bis zur U20-Auswahl insgesamt zwölf Partien für deutsche Nachwuchsnationalmannschaften, in denen ihm vier Tore gelangen.

## Erfolge
- Torschützenkönig der A-Junioren-Bundesliga Süd/Südwest: 2018 (27 Tore)

## Privates
Der gebürtige Pforzheimer legte im Jahr 2017 am Gymnasium Neuenbürg erfolgreich seine Abiturprüfungen ab.